# Блок Ланжевена

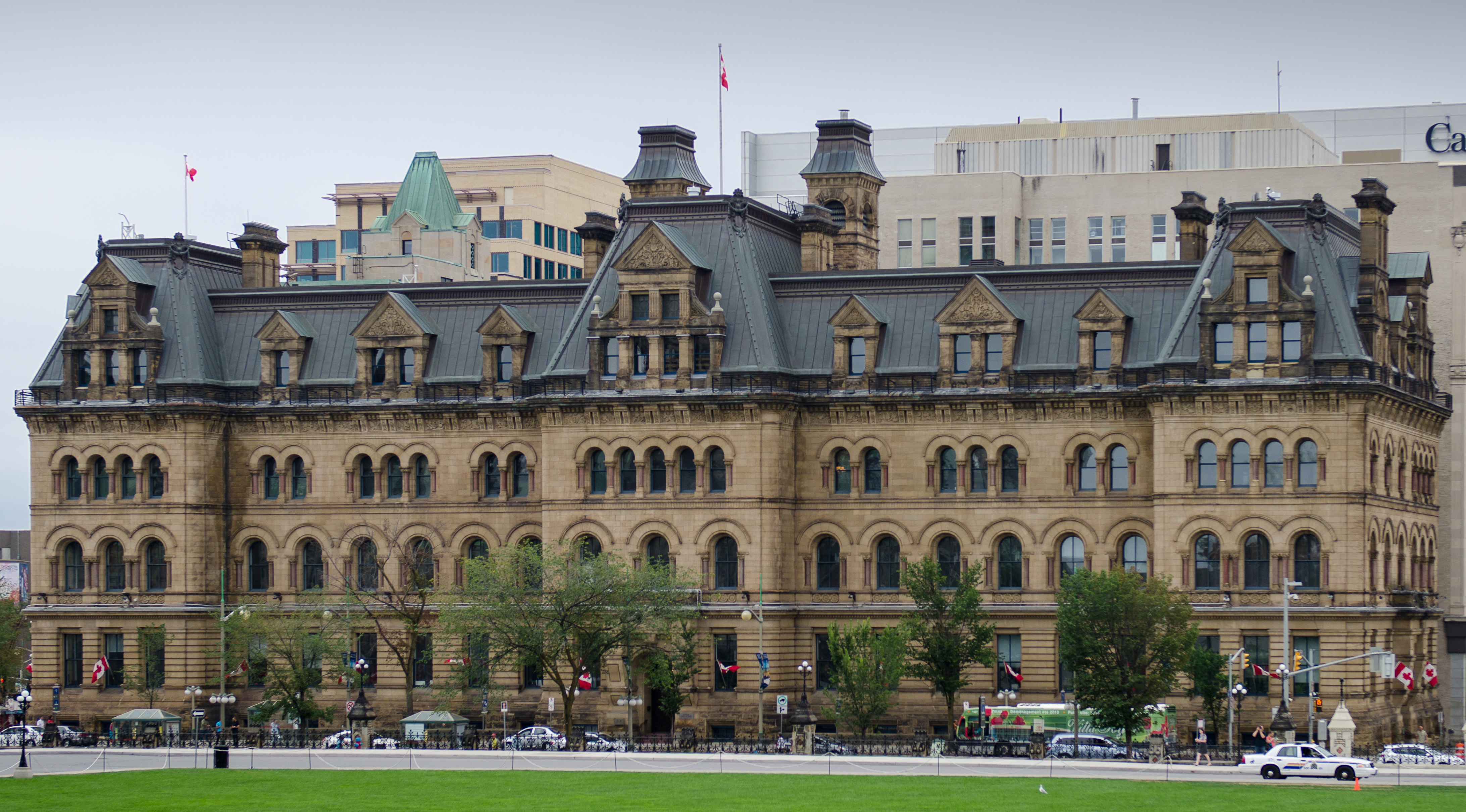
L'édifice Langevin

Канцелярия премьер-министра и Тайного совета (англ. Office of the Prime Minister and the Privy Council, до 2017 года Блок Ланжевен(а), или Здание Ланжевен(а), фр. édifice Langevin, англ. Langevin Block) — здание в центре города Оттава на Веллингтон-стрит напротив Парламентского холма.
Здесь располагается Тайный совет Королевы для Канады и кабинет премьер-министра Канады. Также здесь находится штаб-квартира исполнительной власти правительства Канады.
Здание построено в 1884—1889 г. из нью-брансуикского песчаника в викторианском стиле и до 2017 года носило имя сэра Эктора-Луи Ланжевена, министра публичных работ в правительстве Джона Макдональда.